# Famille de Kerros
La famille de Kerros anciennement Kerroz est une famille subsistante d'ancienne bourgeoisie française, originaire du Finistère.

## Histoire
Elle est issue de Jean Kerros, né en 1614 à Landunvez (Finistère).
Elle a donné depuis le XIXe siècle plusieurs maires à la ville et à la région de Brest (Finistère) et nombre d'officiers de marine.
De nombreux descendants contemporains de cette famille sont officiers de Marine ou de l'armée de Terre.

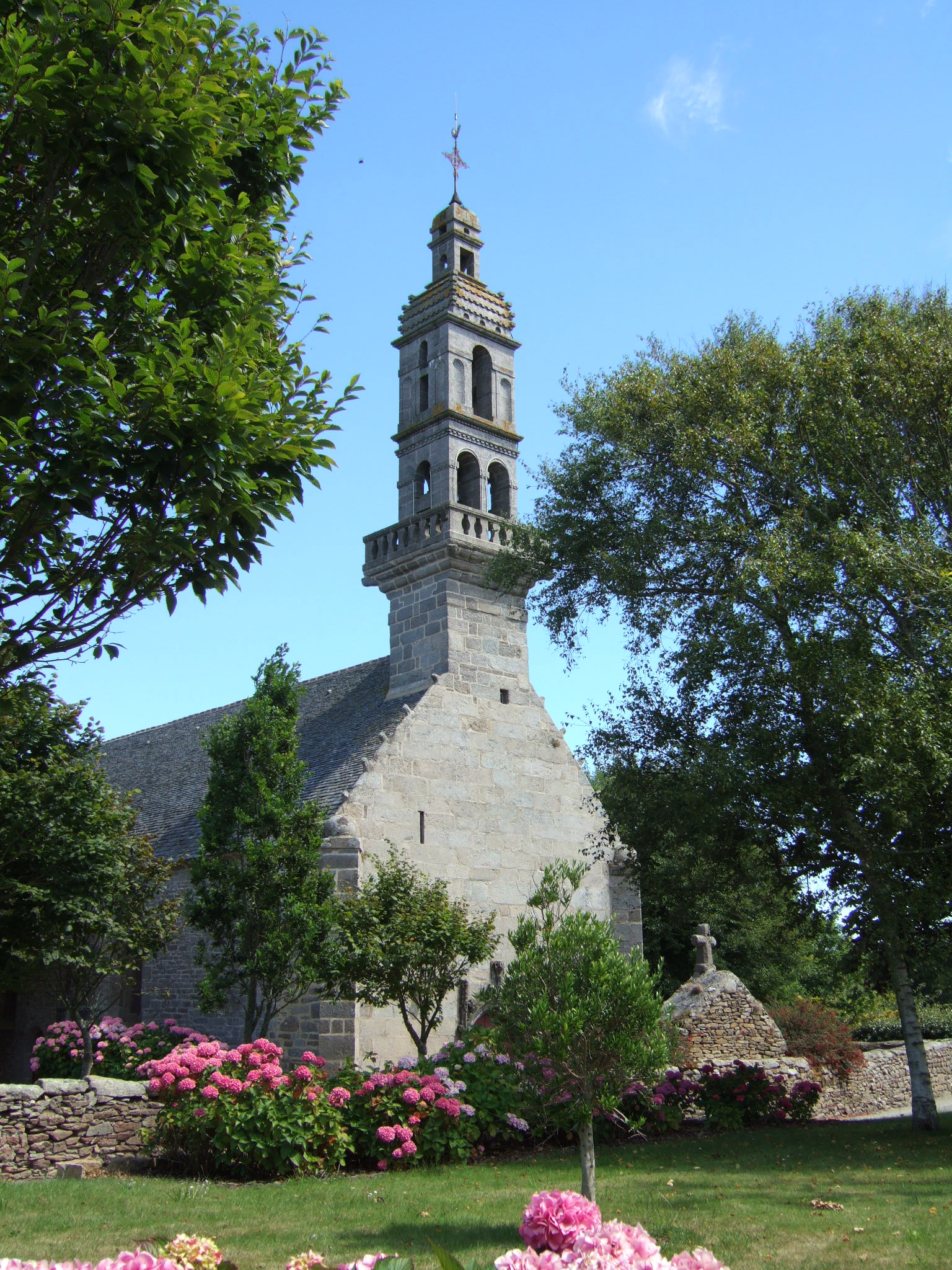
La chapelle Notre-Dame de Kersaint en Landunvez (Finistère) : son clocher porte en son angle les armes de la famille de Kerros, qui le fit reconstruire en 1903, l'ancien ayant été frappé la même année par la foudre[3].
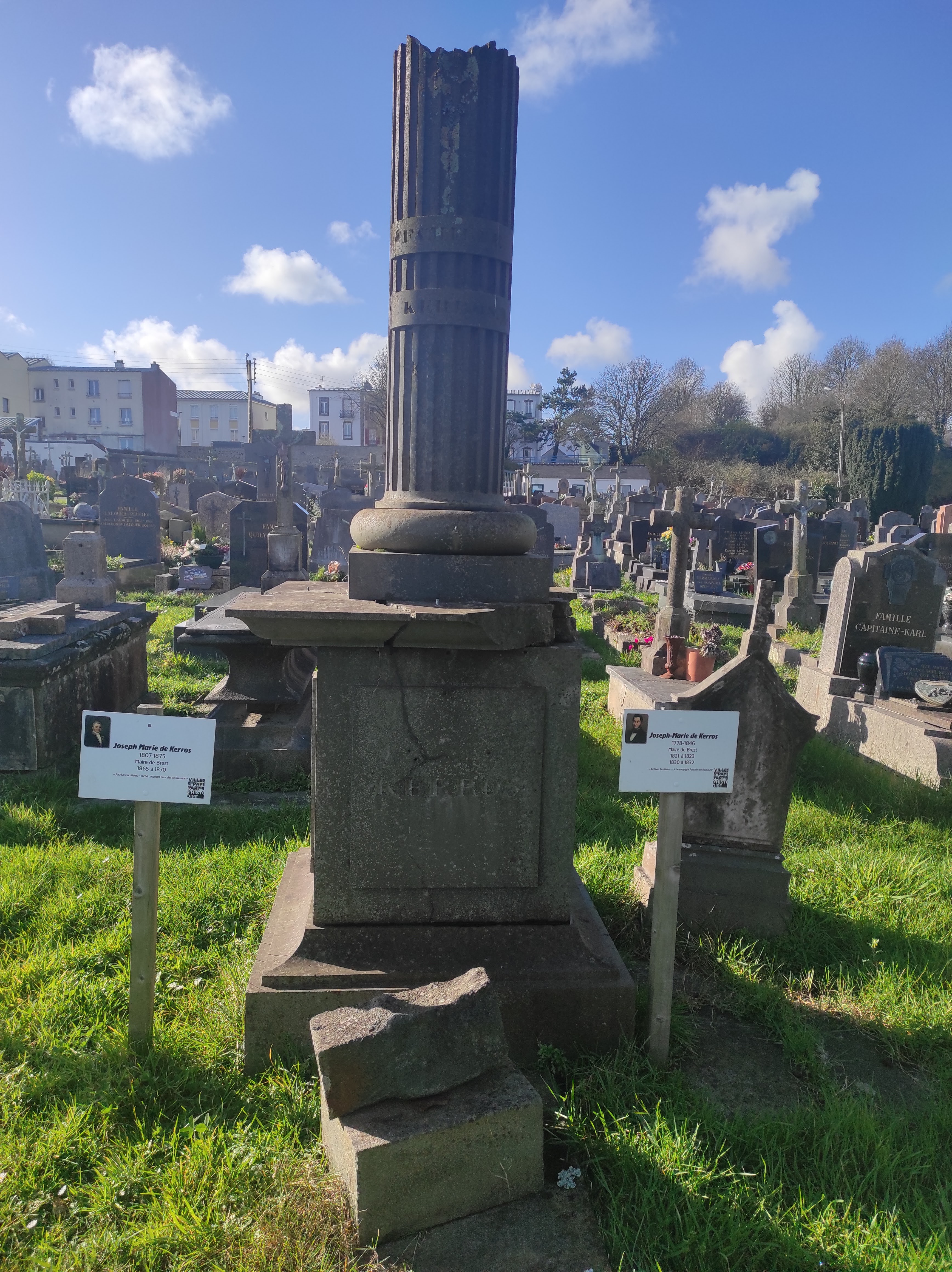
Tombe de Joseph Marie de Kerros père et fils au cimetière de Recouvrance à Brest.

## Personnalité
- Barthélemy Kerroz

## Généalogie
- Pierre Kerros (ou Kerroz), né en 1676, armateur et maitre de barque.
  - Barthélemy Kerroz (1727-1805), maitre de barque, corsaire, négociant armateur et maire de Landerneau[4].
  - Pierre Nicolas Kerros (1719-1773), maitre de barque. Le 22 août 1746 à Brest, il épouse Marie Perrine Le Goff.
    - François Marie Kerros (1747-1779), négociant, échevin de Brest, ancien marguillier et administrateur de l'hôpital de Brest. Le 4 juillet 1773 à Brest, il épouse Marie Anne Yvonne Marzin.
      - Joseph Marie Kerros (1778-1846), négociant, maire de Brest de 1821 à 1823. Chevalier de l'ordre national de la Légion d'honneur, il est président du tribunal de commerce. Il épouse Bonne Désirée Quéméneur : c'est elle qui donna son nom à la villa qu'il fit construire à Saint-Pierre-Quilbignon et par extension au quartier de Kerbonne du Brest actuel[2].
        - Barthélémy Marie Kerros (1804-1818).
        - Joseph Marie de Kerros (1807-1875), maire de Brest de 1830 à 1832[5].
          - Édouard Eugène de Kerros (1843-1910), vice-consul de Russie à Brest.
          - Charles Émile Marie de Kerros (1856-1918), maire de Lanildut.

        - Joachim Barthélémy de Kerros (1815-1887), maire de Saint-Pierre-Quilbignon. Le 28 avril 1852 à Brest, il épouse Alix Anne Marie Le Bescond de Coatpont.
          - Joseph Barthélémy de Kerros (1856-1895). Le 8 décembre 1884 au Mans, il épouse Marie Josèphe Adolphine Rosalie Clémentine Collin.
            - Bernard Joseph Barthélémy Marie de Kerros(1889-1963).
            - Gonzague Joseph Barthélémy de Kerros (1893-1917), sous-lieutenant d'infanterie coloniale, mort pour la France le 16 avril 1917 au Chemin des Dames[6].

          - Charles Paul Marie de Kerros (1859- ) épouse le 2 août 1885 à La Bloutière, Eugénie Amélie Léonie Deléclus.
            - Guy Eugène Charles Marie de Kerros (1892-1984). Le 27 mai 1929 à Combrit, il épouse Alix Théodora Marie Le Proust du Perray[7].
              - Tugdual Charles René Marie de Kerros[7] (1930-), agronome, historien local et écrivain. Il a écrit en particulier, avec Philippe Godard, une biographie de Louis Aleno de Saint-Aloüarn[8]. Il épouse Monique Guillemot[7].
                - Séven Guy Michel Marie Joseph de Kerros[7] (1966-), colonel et écrivain. Le 1er juillet 2016, il est nommé au grade de chevalier dans l'ordre national de la Légion d'honneur au titre de « colonel, génie, 28 ans de services »[9].

        - Charles Marie Kerros (1829-1890), capitaine de frégate[10].
          - René Louis Joseph Marie de Kerros (1864-1946), capitaine de frégate[11].
          - Léon Émile Barthélémy Marie de Kerros (1867-1930), lieutenant de vaisseau[12].

## Armes & devise
- Armes : D'argent à la fasce d'azur, accompagnée de 3 coquilles du même, 2 et 1
- Devise : Graz ha speret[1] (Grâce et esprit).

## Alliances
Les principales alliances de la famille de Kerros sont : Pellen (1669), Thomas (1707), Legoff de Keroudault (1746), Marzin (1773), Quemeneur (1804), Le Bescond de Coatpont (1852), Fauré de Lalène-Laprade (1870), de Lécluse-Trévoëdal (1877, 1885), Ozenne de Boismorel (1888), d'Encausse de Labatut (1892), Poncelin de Raucourt (1900), de Lassat de Pressigny (1906), du Laurent de La Barre (1913), de Vuillefroy de Silly (1912,1947), Delmas (1919), Giraudet de Boudemange (1922), Le Proust du Perray (1929), Orlov-Boudkov (1985), de Lavelaye, Coquebert de Neuville, de Hédouville, de Feraudy (2012), Lelait (1995), Donston Lechevalier (1925), etc.

## Homonymie
Cette famille ne doit pas être confondue avec la descendance du résistant « Tanguy Kerros » (1920-1983), qui rejoignit les Forces navales françaises libres (FNFL), enregistré sous le nom « Tanguy Kerros Montgermont alias de Kerros », dont est issue l'artiste Aude de Kerros, sans aucun lien de parenté avec les Kerros (de) de Landunvez.

## Pour approfondir